# Pseudovates denticulata
Pseudovates denticulata är en bönsyrseart som beskrevs av Henri Saussure 1870. Pseudovates denticulata ingår i släktet Pseudovates och familjen Mantidae. Inga underarter finns listade i Catalogue of Life.